# Quifd
Quifd (Qualität in Freiwilligendiensten) vergibt als Einrichtung einer gemeinnützigen Organisation ein Siegel für Qualität in Freiwilligendiensten.
In Zusammenarbeit mit Wissenschaft und Praxis hat Quifd Qualitätsstandards entwickelt, auf deren Basis sich Einsatzstellen und Träger von einer unabhängigen Gutachter-Gruppe prüfen lassen können. Für die nachgewiesene Einhaltung der Qualitätsstandards vergibt die Agentur das Quifd-Qualitätssiegel.

Die Agentur Quifd ist ein Programmbereich der Akademie für Ehrenamtlichkeit Deutschland und ist aus einer gemeinsamen Initiative der Robert Bosch Stiftung und des Fördervereins für Jugend und Sozialarbeit e.V. (fjs) entstanden.

## Struktur
Das Hauptbüro in Berlin ist ausführendes und koordinierendes Organ. Alle wichtigen Entscheidungen werden in den Gremien getroffen.
Das Zertifiziertenforum ist das zentrale Gremium der Agentur. Es setzt sich aus allen mit dem Quifd-Siegel zertifizierten Einrichtungen zusammen und befindet sich in rechtlicher Trägerschaft des Fördervereins für Jugend und Sozialarbeit e.V.
In einer jährlich stattfindenden Versammlung entscheiden die Mitglieder über die Richtlinien von Quifd, Änderungen und Weiterentwicklungen der Qualitätsstandards, das Zertifizierungsverfahren und wählen die Quifd-Kommission.
Die Kommission wird von den Mitgliedern des Quifd-Forums gewählt und besteht aus Vertretern der Zertifizierten
und unabhängigen Experten. Sie trifft Entscheidungen zu strategischen Fragen, zu Verfahrensänderungen und wirkt bei der Weiterentwicklung und Formulierung von Qualitätsstandards mit.

## Qualitätsmanagement
Quifd unterstützt das Qualitätsmanagement von Freiwilligendienstanbietern, indem sie Qualitätsstandards bereitstellt, Einrichtungen zertifiziert, Fortbildungen anbietet und den Austausch über Qualität in Freiwilligendiensten fördert.
Quifd hat Qualitätsstandards für Freiwilligendienste im In- und Ausland entwickelt. Diese Standards stehen allen Anbietern von Freiwilligendiensten kostenfrei zur Verfügung, um sie in ihrer Qualitätsentwicklung zu unterstützen.
Haupt- und ehrenamtliche Mitarbeiter der Träger von Freiwilligendiensten können bei Quifd an Fortbildungen, Workshops und Fachtagungen zu qualitätsbezogenen Themen teilnehmen und sich dort mit Referenten und Kollegen austauschen.
Im Rahmen von Praxisworkshops, Arbeitsgruppen und Tagungen fördert Quifd den Austausch über Qualität in Freiwilligendiensten unter den Trägern sowie zwischen Einsatzstellen und Trägern im In- und Ausland.

## Zahlen und Fakten
- Über 350 versendete Qualitätshandbücher
- 16 zertifizierte Trägerorganisationen und 3 zertifizierte Einsatzstellen (Inlandsdienste)
- 19 zertifizierte Entsendeorganisationen (Auslandsdienste)
- über 100 Audits vor Ort
- 12 aktive Gutachter